# Skintan
Skintan (även Haverdalsån) är ett vattendrag i Halmstads kommun som mynnar i Kattegatt mellan Haverdal och Villshärad. Vattendraget är 13 km långt och har ett avrinningsområde på 55 km2. Av avrinningsområdet är 75 % åkermark.

## Historia
Sedan åtminstone 1795 fanns det en kvarn utanför Gullbrandstorp by. Den gjordes 1918 om till ett vattenkraftverk. Kraftverket fick dock relativt snart läggas ner. Det fanns även en kvarn i Bäckabo. Under 2014 skedde omfattande översvämningar.